# Victoria Memorial (Indien)

Victoria Memorial in Kalkutta.

Das Victoria Memorial ist ein zu Ehren von Königin Victoria von Großbritannien errichtetes Denkmal in Kalkutta.
Im Januar 1901, nach dem Tode von Königin Victoria, schlug George Curzon, Generalgouverneur und Vizekönig von Indien, vor, ein Denkmal zu Ehren der Königin zu errichten
Der Prince of Wales, der spätere König George V, legte am 4. Januar 1906 den Grundstein.
Das Victoria Memorial war vom englischen Architekten William Emerson entworfen worden. 1921 wurde es fertiggestellt. Die Gartenanlagen wurden von Lord Redesdale und Sir David Prain gestaltet. Gegenwärtig beherbergt es ein Museum und dient als Touristenattraktion in Kalkutta. Das Museum beherbergt über 30.000 Ausstellungsstücke.
Der Stil des Gebäudes wurde als indo-sarazenisch beschrieben, da er Elemente der indisch-islamischen Architektur beinhaltet. Das Gebäude enthält Anspielungen auf das Taj Mahal, Indiens berühmtestes Bauwerk. Wie das Taj ist auch das Victoria-Memorial in weißem Makrana-Marmor erbaut.

## Galerie

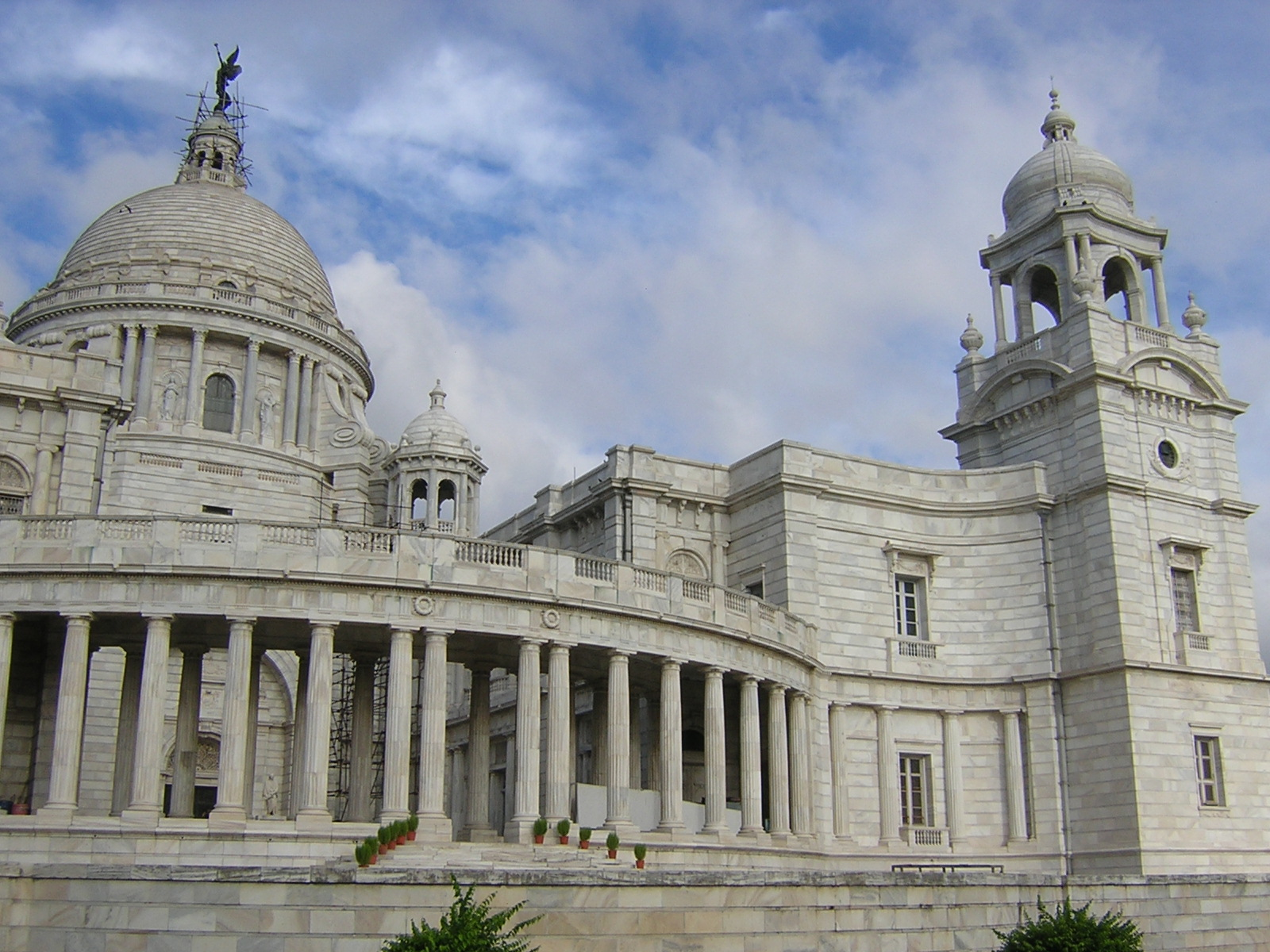
Seitenfassade des Victoria Memorials
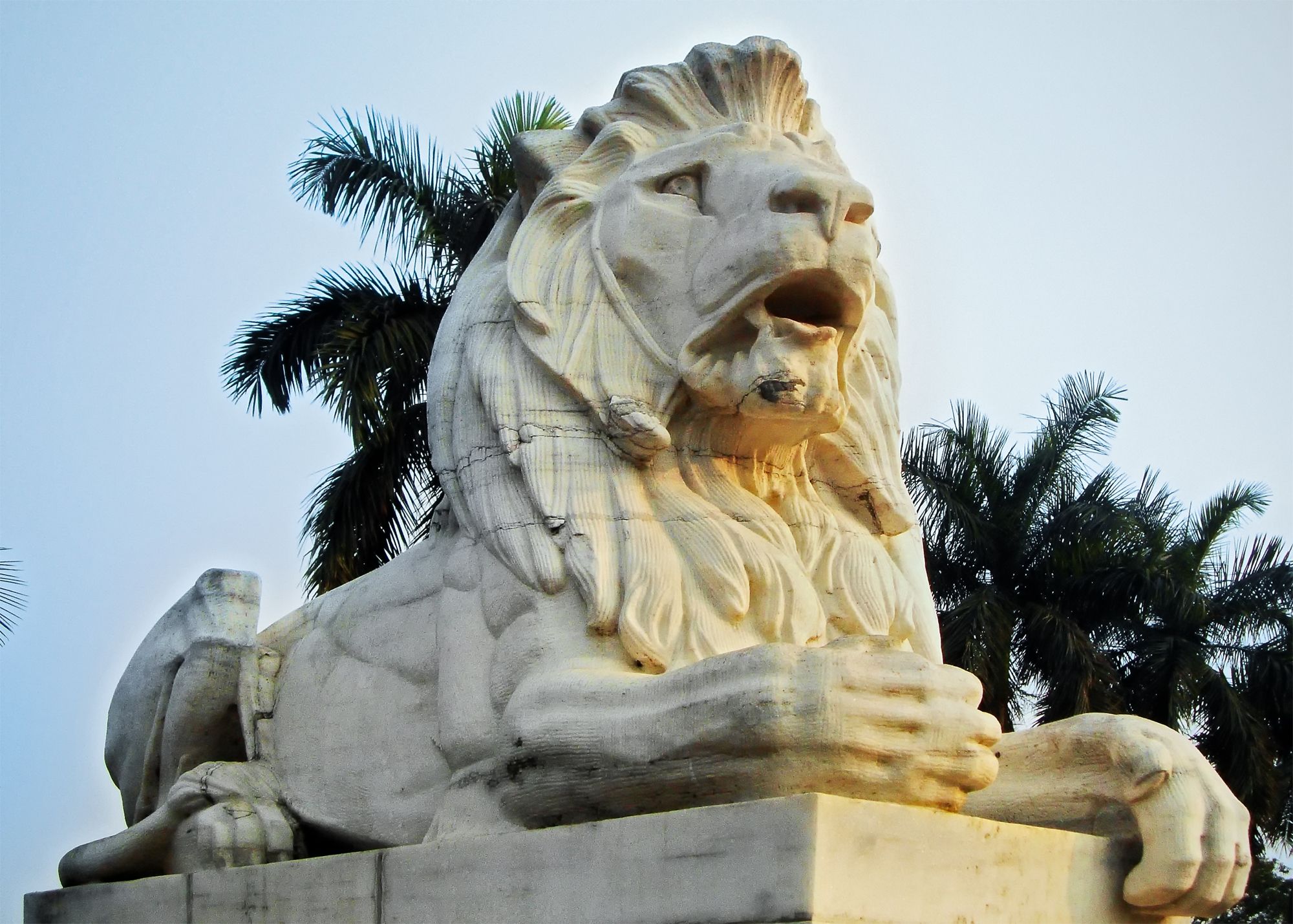
Statue des Löwen am Memorial
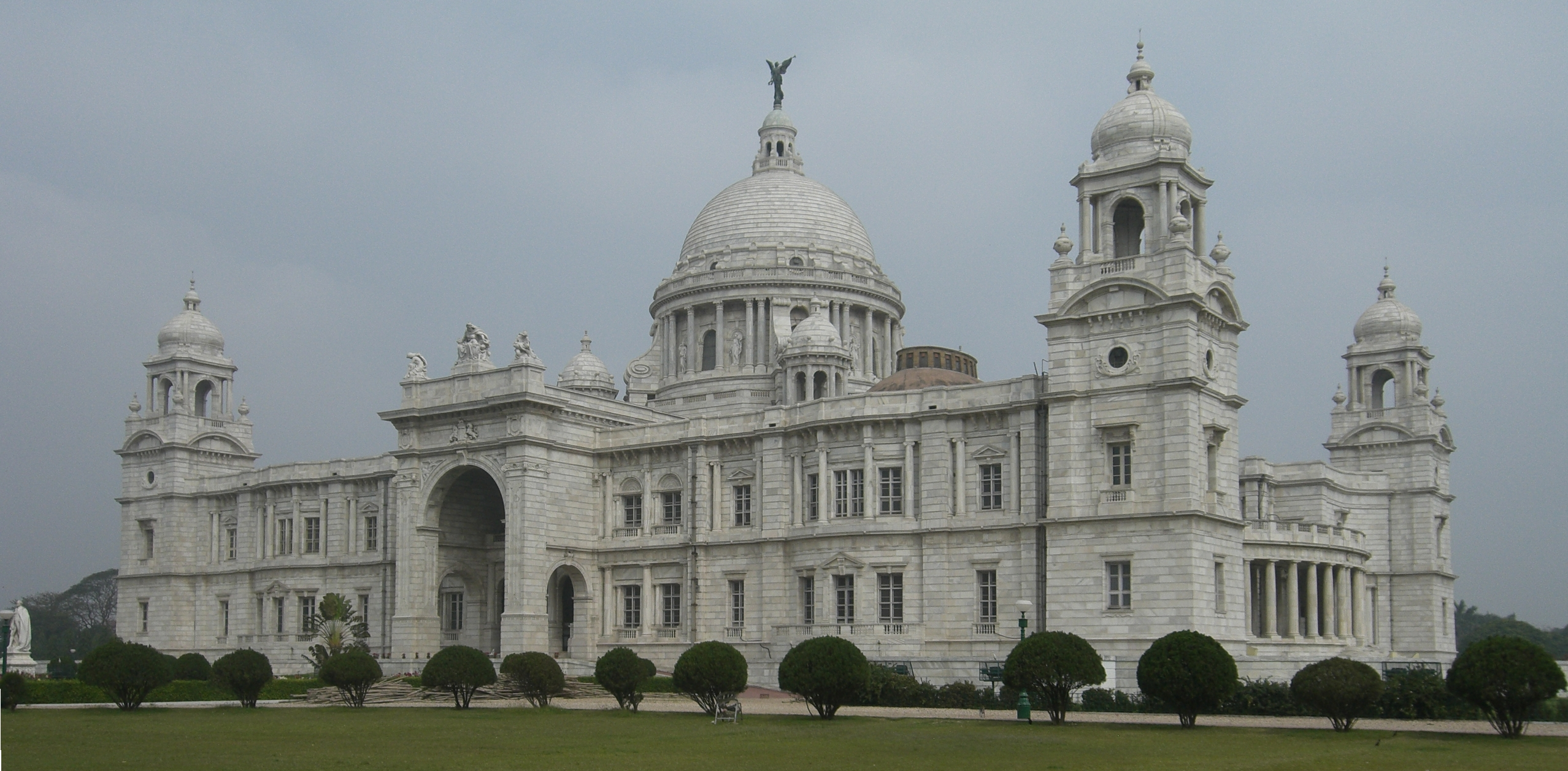
Gesamtansicht des Memorials
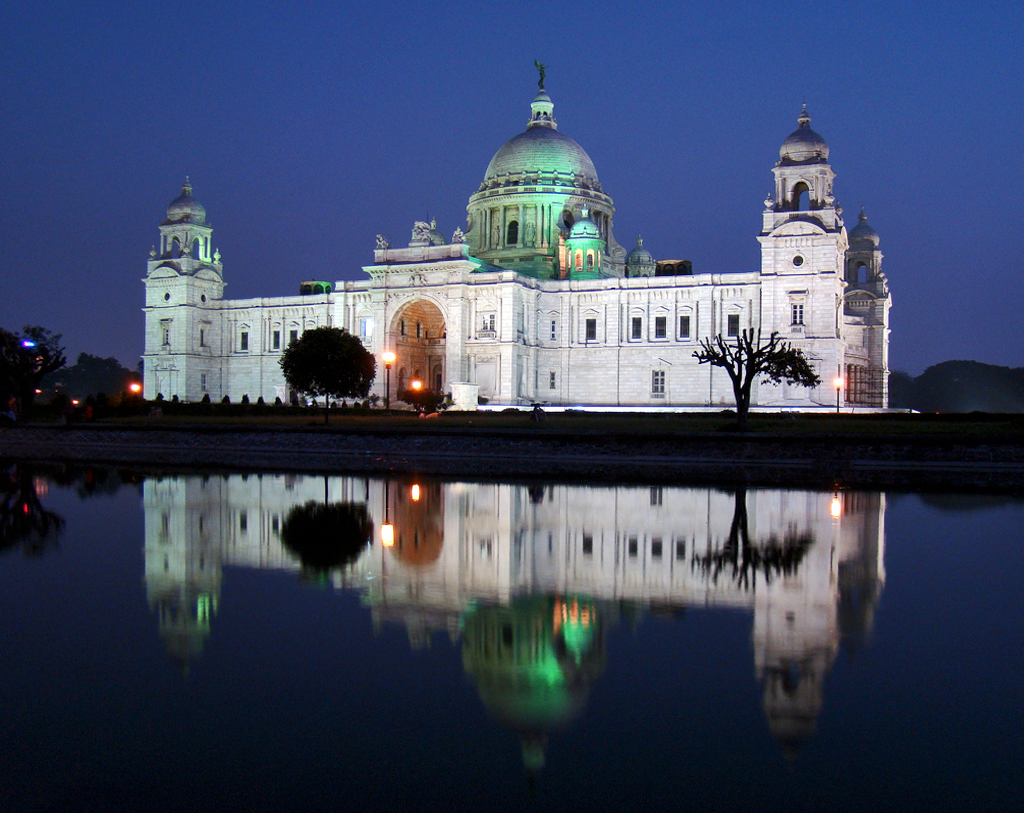
Victoria Memorial Hall, Kolkata, in der Dämmerung
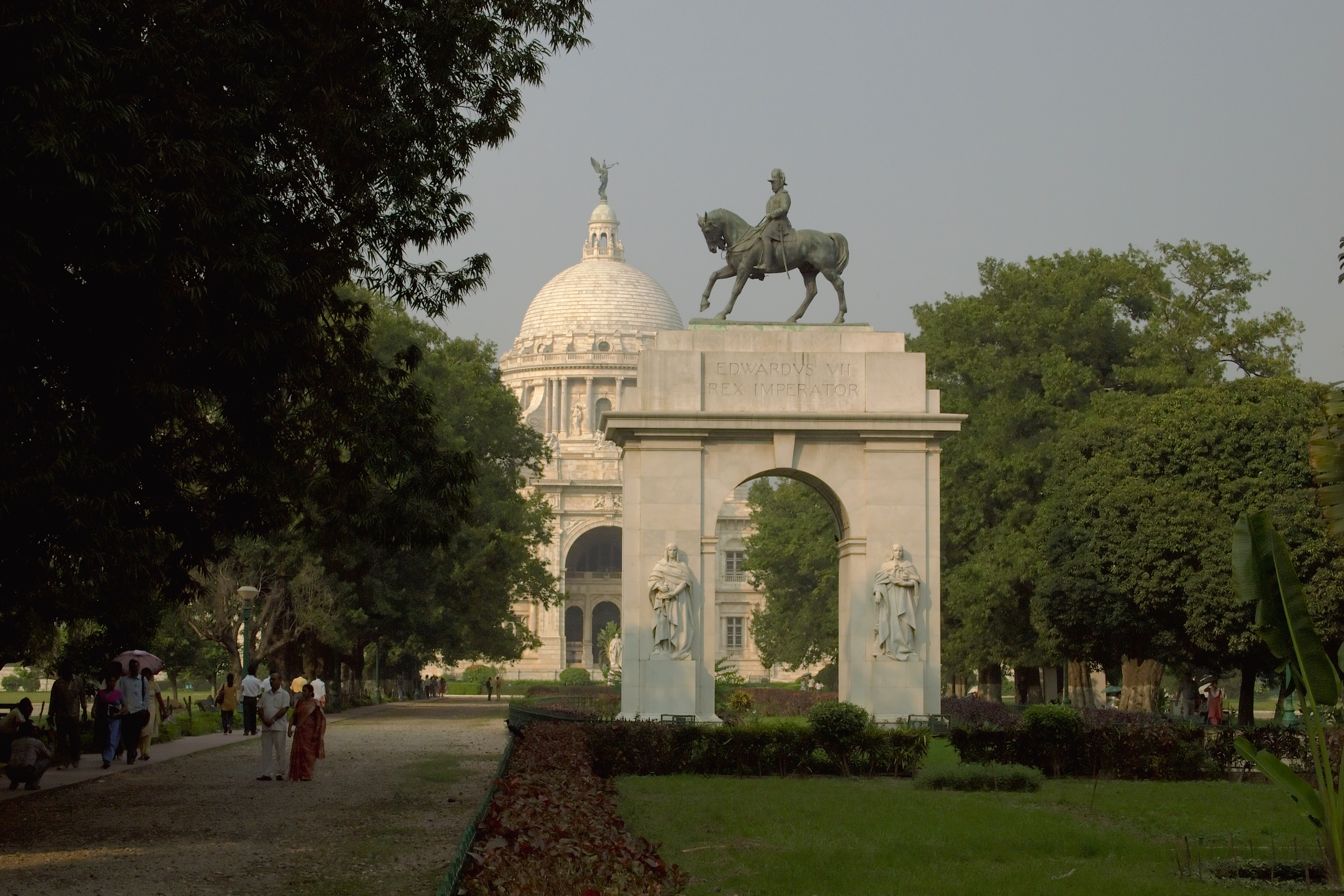
Edward VII